# ICAD
ICAD — коммерческая система «знаний на основе знаний» которая позволяет пользователям кодировать знания дизайна и опыт инженерного проектирования с использованием семантического представления. ICAD имеет открытую архитектуру, которая может использовать всю мощь и гибкость своего специализированного базового языка программирования.
Первоначальная реализация ICAD была на машине Лисп и на языке Лисп. Временные рамки проекта: 1984-1985. Проект по прежнему используется в аэрокосмической сфере, пусть и не столь активно, как ранее.
Продукт Genworks GDL (включая технологию ядра от проекта Gendl, имеющую открытый исходный код) является ближайшим функциональным эквивалентом ICAD, доступным в настоящее время.
Корпоративная история (англ.): ICAD, Inc., Concentra (смена имени при IPO в 1995 году), KTI (смена имени в 1998 году), Dassault Systèmes (покупка в 2001 году).